# جورنيفوربيشتا
جورنيفوربيشتا (بالبلغارية: Горни Върпища)‏ قرية تقع إدارياً ضمن بلدية دريانوفو ‏ في بلغاريا. ويبلغ عدد سكانها 3 نسمة حسب تعداد 15 مارس 2015. تعتمد جورنيفوربيشتا للبريد على الرمز البريدي 5380.